# ستار سيم

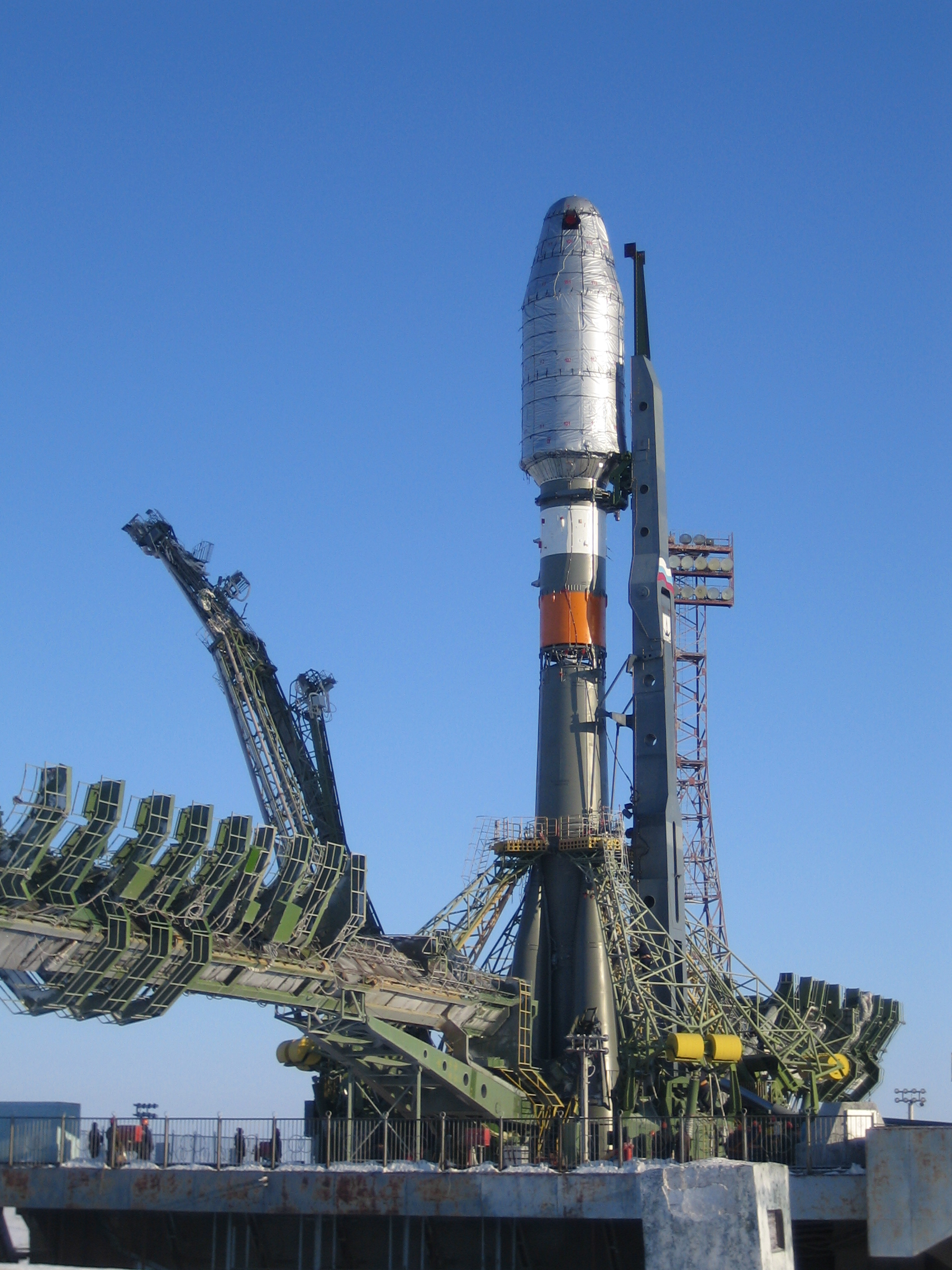

ستارسيم شركة أوربية روسية أنُشئت عام 1996 لتسويق المركبة سيوز . ويقع مقر الشركة في بلدية كوركورون,ايفري , فرنسا قرب باريس وهي مملوكة لحملة الأسهم التالية أسمائهم :
- وكالة روسيا الفدرالية الفضائية (25%).
- مركز الدولة للبحوث والإنتاج الفضائي-التقدم (25%).
- "EADS" للنقل الفضائي (35%).
- أريان سبيس (15%).

## اقرأ أيضاً
- صناعة الفضاء الروسية
- مركز الدولة للبحوث والإنتاج الفضائي-التقدم